# شصت و هشتمین دوره جوایز فیلم‌فیر
شصت و هشتمین دوره جوایز فیلم‌فیر (انگلیسی: 68th Filmfare Awards) مراسمی بود که توسط تایمز گروپ برگزار گردید و از بهترین فیلم‌های هندی-زبان سال ۲۰۲۲ تجلیل گردید.
فیلم گانگوبای کاتیاوادی با کاندید شدن در ۱۶ بخش و دریافت جایزه در ۱۱ بخش از جمله بهترین فیلم، بهترین کارگردانی (توسط سانجای لیلا بانسالی)، بهترین بازیگر زن (توسط آلیا بات) سردمدار مراسم بود.
فیلم تبریک گفتن برنده ۶ جایزه شد که بهترین فیلم (جایزه منتقدان)، بهترین بازیگر مرد (توسط راجکومار رائو)، بهترین بازیگر زن (جایزه منتقدان) (توسط بومی پدنکار) و بهترین بازیگر نقش مکمل زن (توسط شبا چادها) از ان جمله می‌باشد. فیلم برهماسترا: قسمت اول – شیوا برنده پنج جایزه گردید که بهترین کارگردان موسیقی (توسط پریتام چاکرابورتی)، بهترین ترانه‌سرا (توسط آمیتاب باتاچاریا) از آن جمله است.